# Mine tuyau canadienne
La mine tuyau canadienne, également connue sous le nom de tube de McNaughton, était un type de mine terrestre déployée en Grande-Bretagne pendant la crise de l'invasion en 1940-1941. Elle comprenait un forage dirigé horizontalement, ou tube, bourré d'explosifs. Une fois en place, elle pouvait être utilisée pour ruiner instantanément une route ou une piste d'aéroport, la soustrayant à l'utilisation ennemie,,.

## Création
En novembre 1939, le lieutenant-général Andrew McNaughton se rendit à Toronto pour une réunion à laquelle il tenait à assister. Étaient présents le lieutenant-colonel C.S.L. Hertzberg, commandant des Royal Engineers, la 1re Division, le lieutenant-colonel Turner, Oliver Hall de l'Association minière de l'Ontario (Ontario Mining Association) et Colin Campbell, un ingénieur des mines et génie civiliste expérimenté qui était alors ministre des Travaux publics de la province de l'Ontario et servait comme sous-officier dans les Royal Canadian Engineers. La réunion porta sur les possibilités militaires mise en exergue par le forage expérimental au diamant, une initiative qui avait été abordée par R.A. Bryce, président de l'Association minière de l'Ontario, entre autres., McNaughton avait immédiatement saisi ses possibilités telles que le placement d'explosifs sous des fortifications ou l'introduction de gaz toxiques à l’intérieur de fortifications.
Alors qu'il préparait les forces canadiennes pour leurs départs vers la Grande-Bretagne, McNaughton consacra beaucoup de son précieux temps à ces possibilités et il proposa qu'une partie de la 12th Field Company, du Génie royal canadien devrait être formé par des foreurs au diamant expérimentés. Il a dit : «Nous allons commencer doucement pour voir ce qui est adapté et puis développer si les résultats le justifient ». McNaughton offrit le commandement à Colin Campbell Campbell accepta avec enthousiasme et fit des plans pour aller dans les districts miniers du nord de l'Ontario pour recruter le bon type d'hommes.
McNaughton fut fait officier général commandant de la 1re division d'infanterie canadienne. McNaughton, son personnel et la majeure partie de sa division s'embarqua pour la Grande-Bretagne en décembre 1939. Les forces canadiennes étaient toutefois relativement mal équipés. Elles furent envoyés passer l'hiver dans les casernes permanentes archaïques à Aldershot.
Début janvier 1940, McNaughton inspecta les défenses alliées dans le nord de France qu’il jugea insatisfaisantes. Ensuite, à la suite d'une inspection de quatre jours de la Ligne Maginot, il a vu peu de chose propre à le rassurer. Il estimait que des parties de la Ligne Maginot seraient capturés si les Allemands attaquaient en nombre suffisant, mais il supposait que les défenses arrière tiendraient laissant aux Alliés la problématique de reprendre les fortifications.  À cette fin, il demanda - et reçut - des plans de travail des fortifications de sorte que ses foreurs au diamant pourraient aider à nettoyer les défenses allemandes.
De retour en Angleterre, McNaughton organisa une réunion avec des ingénieurs britanniques expérimentés à Aldershot. Le major-général G.H. Addision (inspecteur des Royal Engineers) et le brigadier A. Sayer (président des Royal Engineers and Signals Board) rencontrèrent Hertzberg. Ils discutèrent des possibilités du forage au diamant tels que la pose de câbles et de l’injection de gaz empoisonné dans les défenses ennemies. Les officiers britanniques furent particulièrement sensible à la possibilité de placer une charge explosive à l’extrémité d'un trou de forage.
Lors de cette réunion McNaughton suggéra également que des tuyaux pouvaient aussi être utilisés pour construire des obstacles surprises pour contrer une avance allemande. Ce serait accompli en poussant des tuyaux dans le sol avec un angle d’inclinaison faible et en les fourrant avec des explosifs prêts à exploser. Le tuyau pouvait facilement et rapidement être poussé par un cric hydraulique monté sur un transporteur de char, dont bon nombre étaient disponibles. Selon le biographe de McNaughton, John Swettenham, il eut l'idée d'utiliser des vérins hydrauliques des trafiquants d’alcool de Windsor, en Ontario, qui, pendant la prohibition, poussaient des tuyaux d'une brasserie vers d'autres lieux où des boissons pouvait être chargée en toute sécurité.

## Développement
Colin Campbell et sa section spéciale de foreurs au diamant arrivèrent en Angleterre en février 1940. Ils commencèrent à expérimenter dans une carrière près d’Aldershot et lors d'un essai à Bourley Hill, Campbell prouva que sa section pourrait produire des obstacles surprise qui ne pouvait être traversés par un char. Bien que certains détails avaient encore besoin de perfectionnement, les participants furent impressionnés et promirent de soutenir la proposition de McNaughton pour développer la section en une compagnie de mineurs.
En mai 1940, les mineurs furent réservés pour la France, mais la situation s’y était détériorée rapidement et selon McNaughton ses foreurs au diamant ne pouvaient venir à bout de la situation. Au lieu de cela, McNaughton considérait que leur rôle devrait être de préparer les défenses en Angleterre et le 17 mai, il avisa le ministère de la Guerre que «le détachement de 1re compagnie canadienne de tunneliers, destiné à des travaux expérimentaux en France, ne devrait pas maintenant y être envoyée, mais elle devrait être envoyée pour un travail expérimental plus important en Angleterre ».
Avec la chute de la France, les mineurs étaient, comme McNaughton l’avait prévu, employés dans des mesures anti-invasions. McNaughton remarqua que des fossés avaient été creusés sur les pistes d'atterrissage non utilisées afin d’en empêcher l’utilisation à l’ennemi, même si le bombardement des aérodromes actifs pourrait les rendre indispensables de toute urgence dans un proche avenir. Le 18 juin, l'ingénieur en chef des Home Forces et l'inspecteur général des fortifications furent convaincus des avantages des tuyaux poussés remplis d'explosifs et entreprirent d'acquérir de grandes quantités de tuyaux dans le but de détruire les pistes à court terme. À la fin de ce mois, les mineurs firent un essai réussi d’obstacles antichars "surprise" - près de Shornmead Fort, à Chatham.
Les machines de forage et les tuyaux à pousser furent utilisés pour enterrer une série de tuyaux de 3 pouces (76 mm) de diamètre, chacun suivant un angle d’inclinaison faible à une profondeur maximale d'environ 2,4 m (8 pieds). Chaque tube avait une longueur d'environ 17 m (55 pieds) et ils étaient placés à des intervalles de 7,6 m (25 pieds) dans un motif de recouvrement tel que l'extrémité inférieure du premier tube finirait environ 4,3 m (15 pieds) sous terre, le tuyau suivant serait alors enfoncé dans le sol derrière le premier de sorte que l'extrémité supérieure du tube recouvrirait l'extrémité inférieure du tuyau précédent. Les tuyaux était emballés avec des explosifs qui lorsqu’ils explosaient produirait un obstacle antichar très efficace sur une largeur de 8,5 m (28 pieds) et une profondeur de 2,4 m (8 pieds) avec un sol meuble au fond. Ce fossé serait suffisant pour soit arrêter complètement un char ou soit le forcer à être exposé à des armes antichars pendant plusieurs minutes alors qu’il chercherait à s’extraire du piège.  Bientôt, ces plates-formes furent utilisées pour forer aux approches de ponts ou dans les talus et laissés prêts pour une démolition immédiate.
Initialement connu comme la mine tuyau canadienne, elle fut par la suite nommée Obstacle à tube pour char de McNaughton (McNaughton Tube Tank Obstacle) en l'honneur du commandant du Corps canadien, le lieutenant-général Andrew McNaughton.
Le 9 août 1940, l’"obstacle antichar secret de McNaughton" fut testé devant le général Brooke et rencontra une approbation enthousiaste. En octobre 1940, les compétences des ingénieurs canadiens étaient demandées et il était envisagé la formation d'autres unités britanniques pour installer d’autres dispositifs. À terme, 179 compagnies spéciales de tunneliers des Royal Engineers furent formées.  Environ 12 km (40 000 pieds) d'obstacles avaient été installés, nécessitant quelque 90 tonnes d’explosifs.

## Utilisation tactique
Un rapport secret a souligné la valeur de cet obstacle :

« La facteur surprise donne à l'obstacle une valeur particulière, pour influencer le plan de l'ennemi. Son utilisation permet d'inciter l'ennemi à attaquer en un point où il semble y avoir une lacune apparente dans la défense anti-chars, tout en conservant la possibilité de l'arrêter.
Il a une valeur particulière dans la construction de barrages routiers de dernière minute après le passage de nos troupes.
Il faut souligner que la surprise est la principale caractéristique de cet obstacle, et pas la vitesse.. »

Les obstacles antichars conventionnels étaient très visibles des airs. Ces mines tuyaux avait l'avantage d'être pratiquement invisible de l'air et ne pouvait donc être utilisé lorsque l'ennemi avait été amenées à un point de la défense en apparence faible. Par ailleurs, les mines pourraient être installées sans interférence avec l'utilisation normale de la route, du pont ou de la piste. Elles ont été déployés sous les routes et voies ferrées qui pouvaient avoir besoin d'être bloqué dans l'instant, et les pistes qui pouvaient avoir besoin d'être détruite avant leur abandon à l'ennemi sur un court préavis.

## Problèmes
Cependant, tout n'allait pas bien avec les tubes McNaughton. Bien qu'on ait pensé que les explosifs à base de gélatine resterait efficace plusieurs années, , au printemps 1941, il était évident que les explosifs dans certains des tubes étaient affectées par l'eau et que leur puissance s'était détériorée de façon significative. Un fer de lance en laiton monté à l'extrémité d'une longue tige a été fournie pour retirer les explosifs des tubes, mais dans certains cas, l'explosif s'était décomposé en une bouillie. Le lieutenant Cameron, qui en tant que civil était un ingénieur très expérimenté dans le domaine des forages pétrolier, a suggéré de lessiver les explosifs avec de l'eau apportée par un tube de petit diamètre enfoncé le tube principal. La bouillie, ainsi que des globules de nitroglycérine était prise dans de la toile de jute et éliminés. Les tubes d'origine ont ensuite été rechargés avec des explosifs plus stable.
Peu après la fin de la guerre, presque toutes les mines tuyaux canadiennes ont été enlevés. Toutefois, un petit nombre ont été oubliées et redécouvert de nombreuses années plus tard. Il a alors été nécessaire de les traiter avec le plus grand soin. Ce qui s'est passé en avril 2006 lorsque 20 mines non explosées ont été découvertes sous une piste d'une ancienne base aérienne de la Royal Navy, HMS Daedalus, à Lee-on-Solent, dans le Hampshire. Des mines d'une longueur totale de 60 pieds de long avaient été oubliées sur les 265 d'origine, remplie avec un total de 2 400 livres d'explosif. Leur élimination, la plus grande opération de ce genre en temps de paix en Grande-Bretagne, a conduit à l'évacuation de quelque 900 maisons, échelonnées sur une période de 5 semaines. Les mines ont été détruites par explosion contrôlée,.